# カロリーナ (プエルトリコ)
カロリーナ （スペイン語: Carolina、スペイン語発音: [kaɾoˈlina]）またはカロライナ（英語発音: [k`ærəlάɪnə]）は、プエルトリコの北東海岸に位置する市。首都サンフアンおよびトルヒージョ・アルトの東側、グラーボおよびフンコスの北側、カノバナスおよびロイーサの西側にある。カロリーナは12以上の行政区とビラ・カロリーナ（商業地域と行政の中心地）に分かれている。サンファン・カグアス・グアイナーボ大都市圏の一部であり、米国本土からプエルトリコに行く主要な空港であるルイス・ムニョス・マリン国際空港が所在する。

## 歴史
1816年、スペインの植民者によってトルヒーリョに因んでトルヒーリョ・アルトとともに、トルヒーリョ・バサ （下トルヒーリョ）として建設された。1857年にカルロス2世に因んでサン・フェルナンド・デ・ラ・カロリーナに改称され、後にカロリーナに省略された。
カロリーナは巨人の土地 (Tierra de Gigantes)として知られているが、それはカロリーナの著名な住民であるDon Felipe Birriel González (身長7ft11in/2.413m)のためだけではなく、詩人 Julia de Burgosや最初のラテンアメリカ人MLB選手として名高いロベルト・クレメンテなどカロリーナ出身の長身の著名人が多いことによるものである。アメリカ合衆国により初代プエルトリコ知事に任命されたジュリアス・T・ピエロの出身地でもある。
カロリーナは"El Pueblo de los Tumba Brazos"、アームハッカーの町としても知られている。1800年代後半にはカリブ海諸国の中で主要なサトウキビの輸出国であった。戦闘の中で仕事を失ったサトウキビ畑労働者たちの多くは鉈をもって戦うことで問題を解決した。

## 地理
- 河川: Río Canovanillas, Río Grande de Loíza
- 湖沼: La Torrecilla, Piñones

## 都市景観

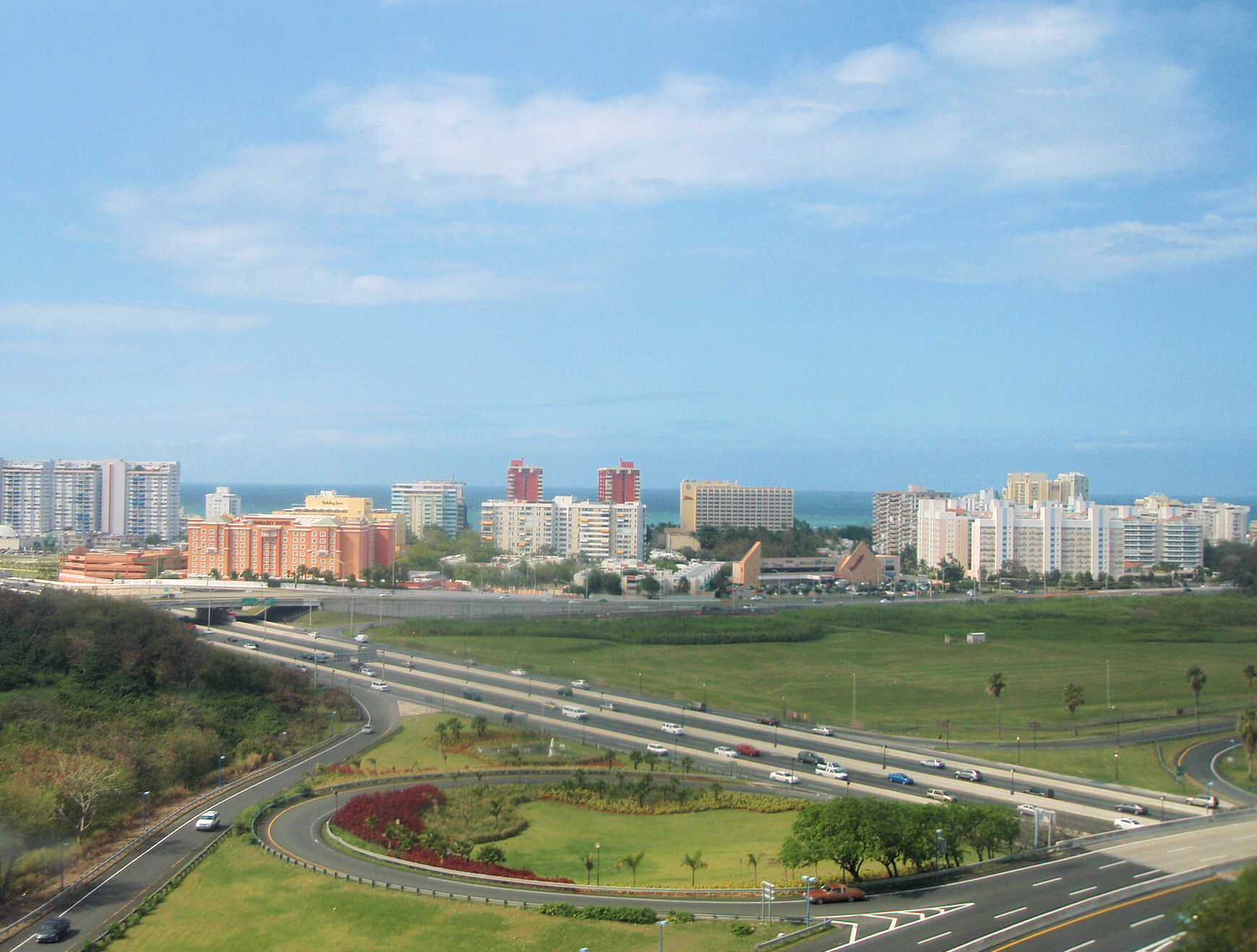
Isla Verde skyline in Carolina

### 居住区
1. バラサス
2. ブエナ・ビスタ
3. カカオ
4. カングレホ・アリバ
5. カノバニージャス
6. カロリーナ・バリオ＝プエブロ[2]
7. カルソス
8. セドロ
9. マルティン・ゴンサレス
10. サバナ・アバホ
11. サン・アントン
12. サンタ・クルス
13. トルヒージョ・バホ

## 観光
カロリーナはプエルトリコの最も重要な観光拠点の一つである。ルイス・ムニョス・マリン国際空港は、非公式にはサンフアンに所在すると思われているが、実際には地理的にカロリーナの一部であるアイラ・ヴェルデにある。カロリーナにはまた大きなホテルグループが複数ビーチエリアに進出しており、アイラ・ヴェルデエリアには、エル・サン・フアン・ホテル&カジノやインターコンチネンタル・サンファン・ホテル、ザ・リッツ・カールトンサンファン・ホテル・スパ&カジノを含む幾つかの有名なホテルがある。

### ランドマーク・名所

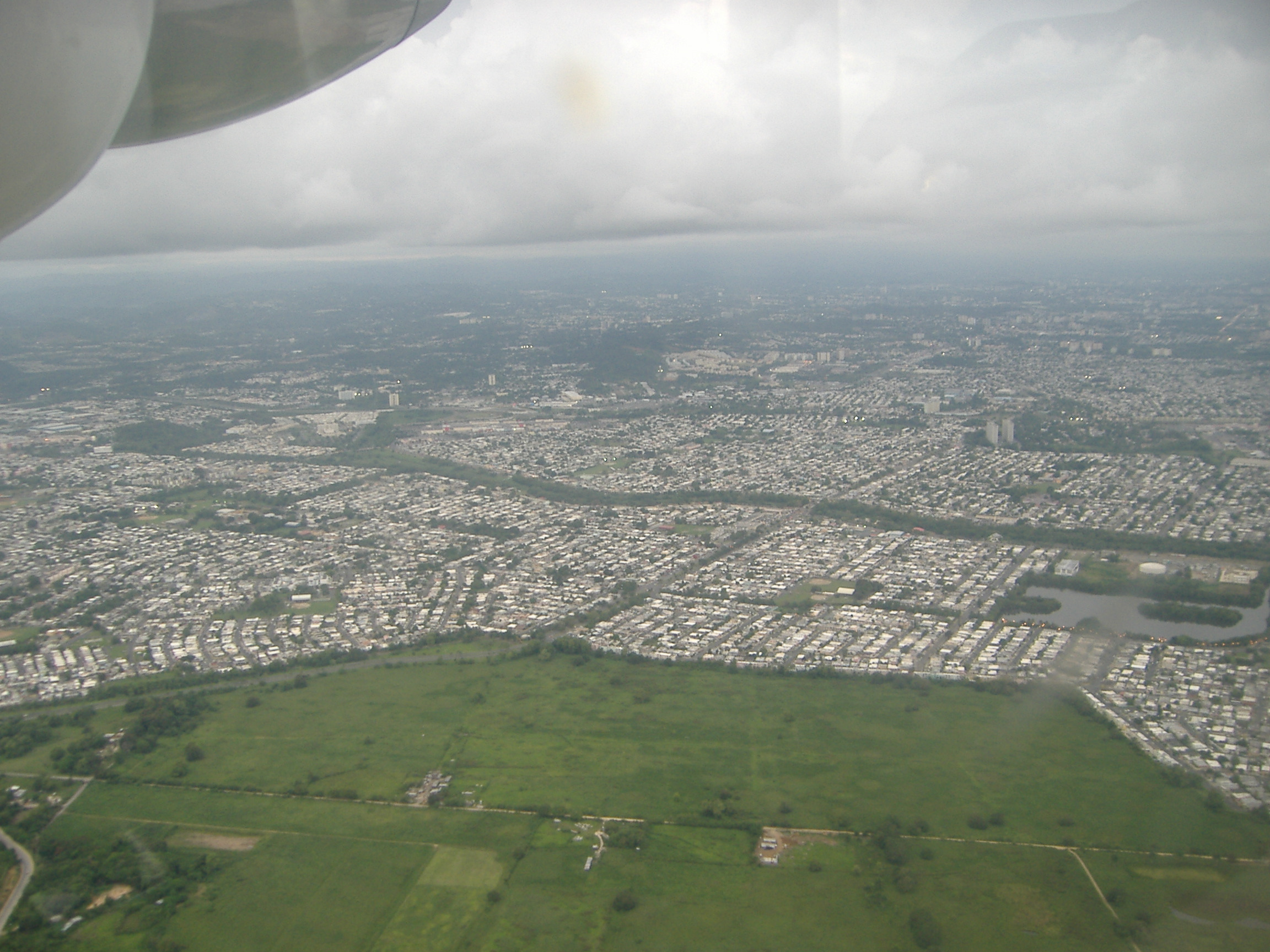
市の航空写真

- ブエナビスタ遺跡
- カロリーナビーチ
- ロイーサズ・ビッグリバー
- アイラ・ヴェルデ・クラブ・ガリシスティコ
- ルイス・ムニョス・マリン国際空港
- ヘスス・T・ピニェーロ山
- ジュリア・デ・バーゴス・パーク
- ピニャネスビーチ
- スポーツ都市ロベルト・クレメンテ

## 経済
プエルトリコ最大のショッピングモールの一つであるプラザ・カロリーナが所在する。
アメリカン航空子会社のグランドバンディング会社であるエグゼクティブ航空が、ルイス・ムニョス・マリン国際空港に本社を置いている。

### 産業
製薬、医療機器、化学産業及び商業。

## 文化

### 祭り・行事
- レディース・クラフト・フェア - 4月
- 聖フェルナンド守護聖人祝典 - 5月
- クラフト・フェア - 7月
- ロベルト・クレメンテ・ウィーク - 8月

### スポーツ
近年、カロリーナではロベルト・クレメンテスポーツ都市（スペイン語: Ciudad Deportiva Roberto Clemente）というユーススポーツ学校とすることを目的としたスポーツ・リラクゼーション施設や多くのエンターテイメントイベントや2003年と2007年のカリビアンシリーズを開催したロベルト・クレメンテ・スタジアムが建設された。スタジアムは、バロンセスト・スペリア・ナシオナル（BSN）に所属するヒガンデス・デ・カロリーナ (男子バスケットボール)や女子プロバスケットボール、男女のプロバレーボールがプレーするGuillermo Angulo Coliseumも主催している（いずれもチーム名は同じヒガンテス・デ・カロリーナ）。
プロ野球チームヒガンテス・デ・カロリーナはホームフィールドとしてロベルト・クレメント・スタジアムを使用している。同名のチーム名を持つプエルトリコサッカーリーグでプレーするプロサッカーチーム（Gigantes de Carolina）も存在し、ロベルト・クレメント・スタジアムをホームフィールドとして使用している。 
プロの騎手Emanuel Jose Sanchezの出身地でもある。彼は雌馬マーク・ミー・スペシャルに乗り、2005年7月19日のコロニアルダウンズ競馬場で勝利を収めた。

## 人口統計
| Race - Carolina, Puerto Rico - 2010 Census | Race - Carolina, Puerto Rico - 2010 Census | Race - Carolina, Puerto Rico - 2010 Census |
| 人種                                       | 人口                                       | 比率（%）                                  |
| ------------------------------------------ | ------------------------------------------ | ------------------------------------------ |
| 白人                                       | 113,683                                    | 64.3%                                      |
| 黒人/アフロ・プエルトリコ                  | 40,310                                     | 22.8%                                      |
| インディアン・アラスカ先住民               | 1,514                                      | 0.9%                                       |
| アジア人                                   | 625                                        | 0.4%                                       |
| ハワイ先住民/太平洋出身者                  | 13                                         | 0.0%                                       |
| その他                                     | 14,832                                     | 8.4%                                       |
| 混血                                       | 5,785                                      | 3.3%                                       |

## 政府・インフラ
プエルトリコの全市長は4年ごとに公選される。現在のカロリーナ市長はJosé Aponte Dalmauであり、プエルトリコ新進歩党 (PPD)に所属している。2007年に市長に選出され、父José Aponte de la Torreの後任となった。Aponte de la Torreは1984年に市長に選出され、以後23年に渡って務めていた。
市はプエルトリコ議会上院第8選挙区（定数2）に属している。2012年の選挙ではPedro A. RodríguezとLuis Daniel Riveraが上院議員に選出された。
カロリーナ市警察が法執行責任を担っており、大半の警察署は人口密度の高い市の北半分に置かれている。プエルトリコ警察本部もまた特に麻薬取締について、カロリーナにおける管轄権を有しており、4つの警察署を市内に設置している。
カロリーナはプエルトリコで初めて市消防部を創設した。カロリーナ市消防局はカロリーナ市緊急事態管理部と共同ではしご車と特殊ハザードエンジントラックを使用している。これらの本部は観光地区であるアイラ・ヴェルデに置かれている。また、プエルトリコ消防局もロベルト・クレメント通りに消防署と出張所を持っている。

## シンボル

### 旗
カロリーナの市旗は、中央が赤でその両側が白の縦方向に3つの色で構成されている。その両側には黒いオコジョの尾の紋様が散りばめられている。中央の赤い部分には剣と王冠の紋様が描かれている。

### 紋章
剣の上の王冠は高貴であるため、紋章の中で特別な位置にある。剣は兵役の象徴であるだけでなく、フェルナンド3世の美徳を象徴している。紋章にはオコジョの尾の模様が入った銀の広い縁があり、伝統的な紋章学の作法に則っている。赤はスペイン植民下でのプエルトリコの自由のための愛国心の発達を象徴している。

## 脚註
1. ↑  Adrian Room (2006). "Carolina". Placenames of the World. McFarland & Co. p. 79. ISBN 0-7864-2248-3。
2. ↑  “US Census Barrio-Pueblo definition”. factfinder.com.   US Census. 2019年1月5日閲覧。
3. ↑  "Regional3.pdf." Aviation Week. Retrieved on September 28, 2009.
4. ↑  Ethnicity 2010 census
5. ↑  Elecciones Generales 2012: Escrutinio General on CEEPUR

- Carolina and its barrios, United States Census Bureau